# Степан Хиндлиян
Степан Хиндлиян, роден като Степан Манук, е търговец на едро и чифликчия.

## Биография
Степан Хиндлиян поддържа търговски връзки и многократно пътува до Италия, Русия, Швеция, Египет и Индия. Поради честите му пътувания до Индия турските власти го наричат Хиндиоглу, което по-късно се изменя на Хиндлиян. Във всяка стая на втория етаж на къщата му в Пловдив, построена през 1835 г., има алафранги, изрисувани със сюжети от страните и градовете, в които е бил по време на търговските си пътувания – Санкт Петербург, Стокхолм, Лисабон, Атина, Венеция, Александрия.
Заедно с фамилията си напуска къщата след арменския геноцид през 1915 г. и я предоставили за убежище на бежанци. В нея живеят 23 арменски семейства или 61 души.
Съпруг на дъщеря му е руският търговец от арменски произход Артин Гидиков. Негов правнук е полк. Бохос Бохосян.